# Yeşildağ, Kepsut
Yeşildağ là một xã thuộc huyện Kepsut, tỉnh Balıkesir, Thổ Nhĩ Kỳ. Dân số thời điểm năm 2010 là 156 người.